# Quararibea funebris
Quararibea funebris là một loài thực vật có hoa trong họ Cẩm quỳ. Loài này được (La Llave) Vischer miêu tả khoa học đầu tiên năm 1919.